# Johann Pirkner
Johann „Hans“ Pirkner (* 25. März 1946 in Wien; † 26. Februar 2025) war ein österreichischer Fußballspieler auf der Position eines Stürmers.

## Spielerkarriere

### International
Pirkner absolvierte 20 Länderspiele und erzielte dabei vier Tore für die österreichische Nationalmannschaft. Sein Debüt gab er am 21. September 1969 im Freundschaftsspiel beim 1:1 gegen die deutsche Fußballnationalmannschaft in Wien. Pirkner erzielte nach sieben Minuten die Führung für die Österreicher.
Bei der Fußball-Weltmeisterschaft 1978 in Argentinien stand Pirkner im österreichischen Aufgebot. Im Trikot mit der Rückennummer 19 kam er zu zwei Einsätzen gegen Spanien (2:1) und Italien (0:1), als er jeweils für Walter Schachner eingewechselt wurde.

### Der Bundesliga-Skandal
Von 1969 bis 1971 spielte Pirkner beim FC Schalke 04 in der Deutschen Bundesliga. In 47 Spielen erzielte er acht Tore. Da Pirkner im Bundesliga-Skandal in die Verschiebung des Spiels FC Schalke 04 – Arminia Bielefeld (0:1) im April 1971 verwickelt war, wurde er vom Deutschen Fußball-Bund vom 5. August 1972 bis 4. August 1974 gesperrt und mit einer Geldbuße von 2.300 DM belegt. Der Österreichische Fußball-Bund, der Pirkner für 2 Jahre gesperrt hatte, begnadigte ihn am 15. Juni 1973, womit seine Sperre am 15. August 1973 ablief.
Nach seiner Rückkehr aus der deutschen in die österreichische Bundesliga war Pirkner Mitglied jener legendären Austria-Mannschaft um Herbert Prohaska, Robert und Josef Sara, Felix Gasselich, Karl Daxbacher und Hubert Baumgartner, die 1978 überlegen die österreichische Meisterschaft gewann und bis ins Finale des Europacups der Cupsieger vorstieß. Zusammen mit Thomas Parits und Julio Cesar Morales bildete er den sogenannten 100-jährigen Sturm. Musste er sich im Kampf um den Torschützenkönig 1978 Hans Krankl geschlagen geben, so schoss er für die Wiener Austria doch unglaublich wichtige Tore. Im Semifinale des Europacups der Cupsieger gegen Dynamo Moskau vor 70000 Zuschauern im Praterstadion verwandelte er in einem hart umkämpften Match seine beiden Elfmeter, zuerst einen Foulelfmeter in der 49. Minute und dann zum 2:2 im Elfmeterschießen (Austria gewann das Elfmeterschießen 5:4 und war damit im Finale des Europacups der Cupsieger).
Obwohl Pirkner am Erfolg der Austria großen Anteil hatte, verließ er diese im Sommer 1978 nach seiner Weltmeisterschaftsteilnahme in Argentinien. Seine letzte Station als Profifußballer trat er am 13. Juli 1978 bei der Vienna an.

### Erfolge
- 2 × Österreichischer Meister mit Austria Wien (1975/76, 1977/78)
- 1 × Österreichischer Cupsieger mit Austria Wien (1977)
- 1 × Österreichischer Torschützenkönig (1975/76, 21 Tore)
- Teilnahme an der Weltmeisterschaft 1978

## Abseits des Fußballfeldes
Wie sein damaliger Konkurrent Hans Krankl unternahm auch Pirkner einen Ausflug ins Musikgeschäft (Titel: „Tuat’s net schimpfn über mi“). Nach der WM 1978 beendete der gelernte Kfz-Mechaniker Pirkner seine Profikarriere und war beruflich in der Branche Büromaschinen und Bürotechnik tätig.